# 7730 Sergerasimov
7730 Sergerasimov este un asteroid din centura principală, descoperit pe 4 iulie 1978, de Liudmila Cernîh.